# Hannelore Rönsch

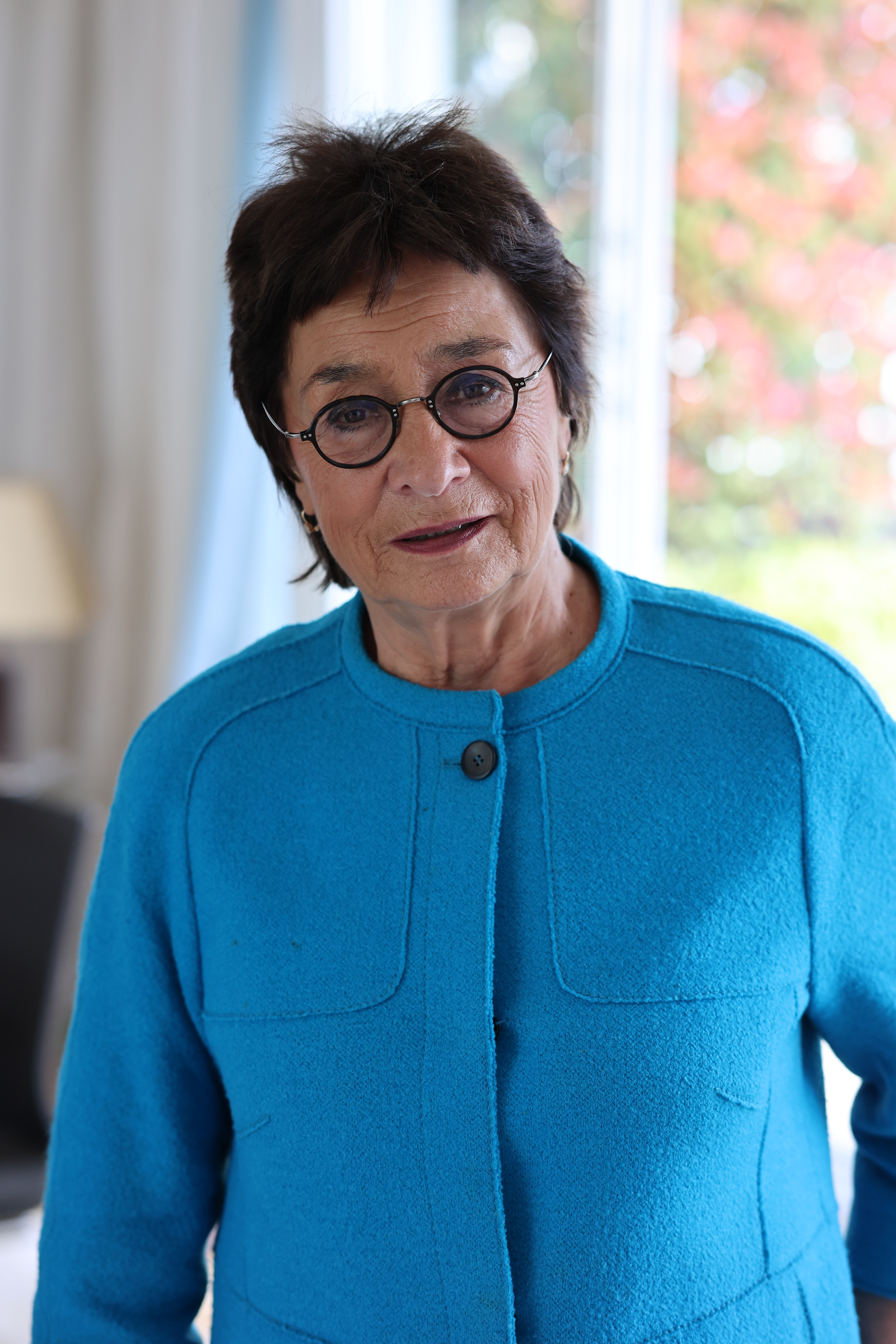
Hannelore Rönsch, ehemalige Bundesministerin für Familie und Senioren im Kabinett Kohl IV (1990–1994), am 26. April 2024

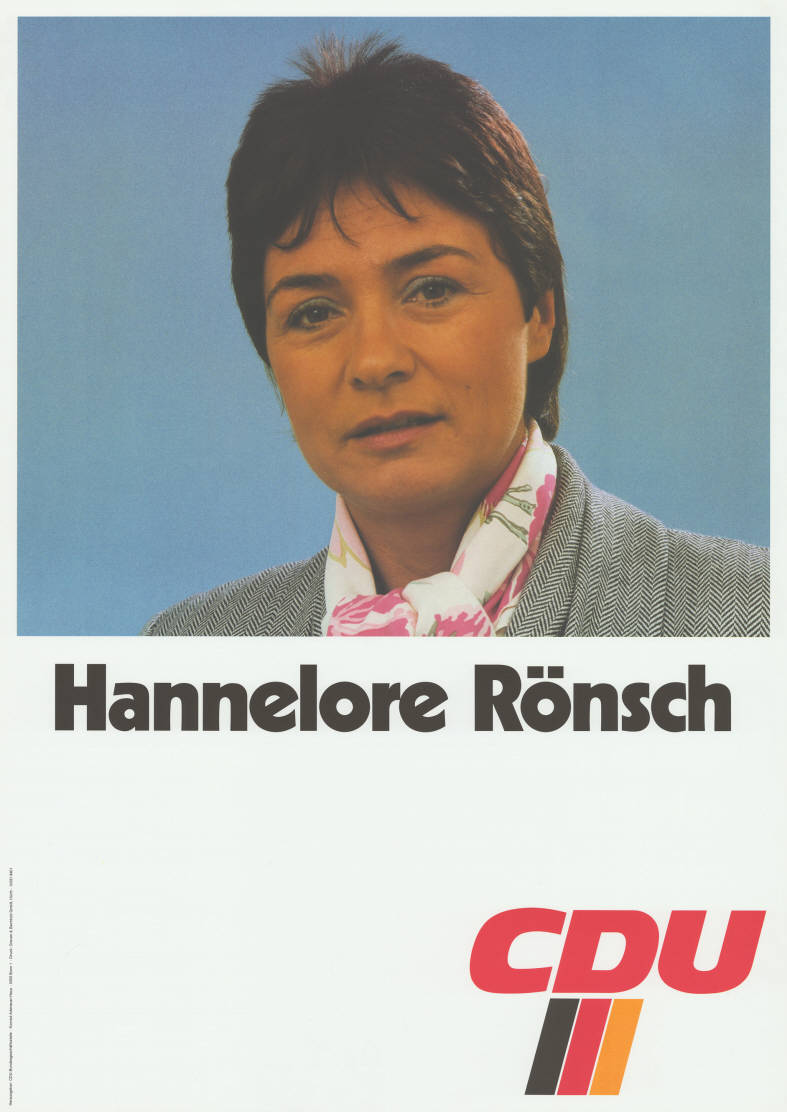
Hannelore Rönsch, 1995

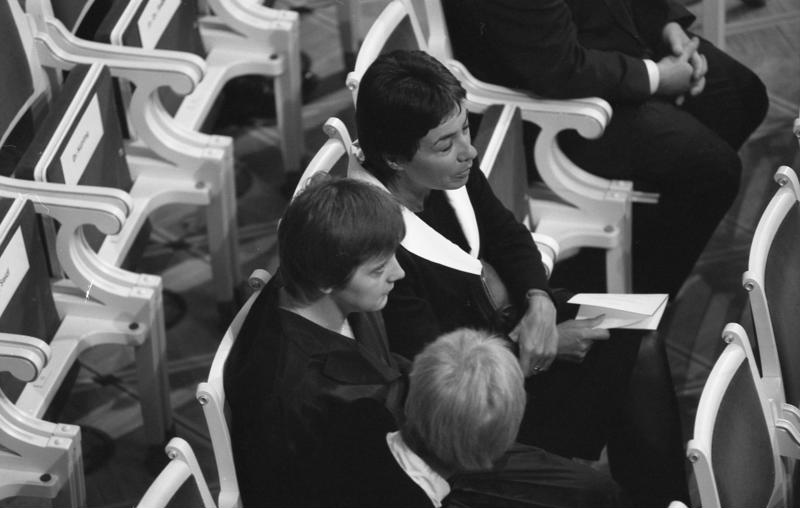
Hannelore Rönsch, rechts, mit Ministerkollegin Angela Merkel beim Staatsakt für Detlev Rohwedder im April 1991

Hannelore Rönsch geb. Heinz (* 12. Dezember 1942 in Wiesbaden-Schierstein) ist eine deutsche Politikerin (CDU). Sie war von 1991 bis 1994 Bundesministerin für Familie und Senioren.

## Leben und Beruf
Rönschs Vater war Landwirt und Winzer. Er starb 1946 in russischer Kriegsgefangenschaft. Nach der Volksschule machte Rönsch die Mittlere Reife und besuchte bis 1960 die Höhere Handelsschule. Als Vertrauensschülerin und Klassensprecherin nahm sie an politischen Seminaren der heutigen Landeszentrale für Politische Bildung teil. Von 1960 bis 1962 war sie beim Bundeskriminalamt tätig und von 1962 bis 1983 als Mieterberaterin bei der gemeinnützigen Wohnungsbaugesellschaft Nassauische Heimstätte angestellt.
Rönsch ist verwitwet, seit dem 31. Oktober 2019 wieder verheiratet und hat eine Tochter, sowie einen Enkel und eine Enkelin.

## Abgeordnete
Seit 1963 ist Hannelore Rönsch Mitglied der CDU. 1967 wurde sie Ortsbeiratsmitglied und Vorstandsmitglied der CDU sowie stellvertretende Vorsitzende der Jungen Union Wiesbaden. Im Wohnzimmer der Familie Rönsch wurde die Gründung der CDU Wiesbaden-Klarenthal und des Ortsbeirates sowie des ersten evangelischen Kirchenvorstandes vorbereitet. Von 1974 bis 1980 war sie Stadtverordnete des Stadtparlaments der Stadt Wiesbaden. Hier war sie von 1980 bis 1983 auch ehrenamtliche Stadträtin zuständig für die Bereiche Wohnungsbau und Soziales. 1983 folgte die Nominierung und Kandidatur für den Deutschen Bundestag. Rönsch gelang es, die SPD-Dominanz im Wahlkreis Wiesbaden zu brechen und mit 46,6 % das Direktmandat für die CDU zu gewinnen. Sie arbeitete im Ausschuss für Raumordnung, Bauwesen und Städtebau und gehörte dem Untersuchungsausschuss „Neue Heimat“ an, der Korruption und Misswirtschaft in der gewerkschaftseigenen Wohnungsbaugesellschaft aufklären sollte. Außerdem war sie im Ausschuss für Bildung, Wissenschaft, Forschung u. a. tätig, der sich u. a. mit der Neuregelung des BAföG befasste.
Seit 1988 war sie Mitglied im Präsidium der CDU in Hessen.
Von 1983 bis 2002 war sie Mitglied des Deutschen Bundestages. Hier war sie von November 1994 bis Februar 2002 Stellvertretende Vorsitzende der CDU/CSU-Bundestagsfraktion unter dem Fraktionsvorsitzenden Wolfgang Schäuble.
Von 1983 bis 1998 war Rönsch die direkt gewählte Abgeordnete im Wahlkreis Wiesbaden. Zuletzt war sie in der 14. Wahlperiode 1998 über die Landesliste Hessen in den Deutschen Bundestag eingezogen.

## Bundesministerin für Familie und Senioren
Nach der Bundestagswahl 1990 wurde sie am 18. Januar 1991 als Bundesministerin für Familie und Senioren in die von Bundeskanzler Helmut Kohl geführte Bundesregierung (Kabinett Kohl IV) berufen.
Mit der Wiedervereinigung war gemäß Artikel 31 des Einigungsvertrages eine gesetzliche Neuregelung des Schwangerschaftsabbruchs notwendig geworden. Für Rönsch stand dabei der Schutz des ungeborenen Lebens im Vordergrund. Die Fristenlösung, wie sie seit 1972 in der DDR galt, lehnte sie ab. Seit 1993 sind deutschlandweit Abtreibungen in den ersten drei Schwangerschaftsmonaten rechtswidrig, bleiben aber straffrei, wenn sich die Frau mindestens drei Tage vor dem Eingriff beraten lässt.
Rönsch setzte sie sich für die Unterstützung von Familien ein. Kindergeld und Kinderfreibetrag wurden erhöht, der Erziehungsurlaub auf drei Jahre und das Erziehungsgeld auf zwei Jahre verlängert. Ein zentrales Anliegen war die Förderung einkommensschwacher und kinderreicher Familien durch einen verbesserten Familienlastenausgleich.
Als Ministerin für Familie und Senioren übernahm Rönsch nach der Wiedervereinigung auch die Verantwortung für die 1.400 sanierungsbedürftigen Pflege- und Behinderteneinrichtungen in den neuen Bundesländern und gründete die private Stiftung „Daheim im Heim“ mit einem Stiftungskapital von 500.000 DM. Mit Hilfe von Spenden von Persönlichkeiten aus Kunst, Kultur, Wirtschaft und Politik konnten rund 8 Mio. DM in Pflege- und Behinderteneinrichtungen in den neuen Bundesländern investiert werden.
Nach der Bundestagswahl 1994 schied sie am 17. November 1994 aus dem Kabinett aus, das von ihr geführte Ministerium in dem neuen Bundesministerium für Familie, Senioren, Frauen und Jugend aufging.
Als wichtigste Leistung ihrer Ministerzeit sieht Rönsch, die Wiedervereinigung mitgestaltet zu haben.

## Ehrenämter
Nach ihrem Ausscheiden aus der Politik blieb Rönsch Vorsitzende des Kuratoriums der Stiftung „Daheim im Heim“, das sie seit 1993 leitet. 2017 überführte sie die Stiftung in die Trägerschaft des Deutschen Roten Kreuzes.
Von November 2001 bis November 2014 war sie Präsidentin des DRK-Landesverbandes Hessen. Das Deutsche Rote Kreuz der Bundesrepublik Deutschland ernannte sie am 27. November 2014 zu seinem Ehrenmitglied. Am 21. Juni 2015 wurde sie vom DRK Landesverband Hessen zur Ehrenpräsidentin ernannt.

## Auszeichnungen
19.07.1995: Verleihung des Großen Verdienstkreuzes des Verdienstordens der Bundesrepublik Deutschland durch den Bundespräsidenten Roman Herzog.
02.12.2002: Verleihung der Ehrenplakette der Landeshauptstadt Wiesbaden durch den Oberbürgermeister Hildebrand Diehl für hervorragende Verdienste um die Landeshauptstadt Wiesbaden in über 30-jähriger politischer und kommunalpolitischer Tätigkeit.
02.07.2010: Verleihung des Hessischen Verdienstordens durch den Ministerpräsidenten Roland Koch für besondere Verdienste um das Land Hessen und seine Bevölkerung.

## Veröffentlichungen
- Hannelore Rönsch: Leitsätze zum besseren Schutz ungeborenen Lebens. In: Eichholz Brief, Heft 3 (1991), S. 3–5.
- Hannelore Rönsch: Die Zukunft älterer Menschen in Europa. Hrsg. v. Europabüro der CDU-CSU-Bundestagsfraktion, Reihe „Europa als Auftrag“, Bonn, Bd. 10, 1992.
- Statistisches Bundesamt und Hannelore Rönsch: Freizeitverhalten Älterer Menschen. In: Im Blickpunkt: Ältere Menschen, Verlag Metzler-Poeschel, Stuttgart, 1992.
- Hannelore Rönsch: Der Unterhaltsvorschuß. Eine Hilfe Für Alleinerziehende. Hrsg. vom Bundesministerium für Familie und Senioren, Bonn 1993.
- Hannelore Rönsch: Familienpolitik und Lebenswirklichkeit – Herausforderungen und Perspektiven. In: 40 Jahre Familienpolitik in der Bundesrepublik Deutschland. Rückblick/Ausblick. Festschrift. Hrsg. vom Bundesministerium für Familie und Senioren. Neuwied u. a. 1993.
- Hannelore Rönsch: Veränderungen im Netzwerk Familie. In: Rita Süssmuth (Hrsg.): Mut zur Macht in Frauenhand. Herford 2002.